# Jiří Jakima
Jiří Jakima (* 22. listopadu 1990 České Budějovice) je český stand-up komik, herec, režisér a scenárista.

## Život
Pochází z Českých Budějovicích a na základní školu chodil v Hluboké nad Vltavou. V 18 letech se přestěhoval do Prahy, kde šel následně na konkurz do pořadu Underground Comedy. Od roku 2016 začal vystupovat v pořadu Comedy Club. Rovněž začal vystupovat v pořadu Na stojáka. Během roku 2018 se stal jednou z hlavních tváří pořadu Stand-up Factory, vysílané na MALL.TV. V roce 2020 a 2022 se objevil v několika epizodách seriálů Modrý kód a 1. mise. Také režíroval a podílel se na scénářích stand-up pořadů K.O.MICI a Joker Show. 

## Filmografie

### Filmy
- 2024 – SuperženaSuperžena

### Televize
- 2004 – Na stojáka
- 2016 – Comedy Club
- 2018 – Stand-up Factory
- 2022 – Joker Show a K.O.MICI

### Režie a scénáře
- 2022 – Komici v hajzlu